# Жуково (гміна)
Гміна Жуково (пол. Gmina Żukowo) — місько-сільська гміна у північній Польщі. Належить до Картузького повіту Поморського воєводства.
Станом на 31 грудня 2011 у гміні проживало 30501 особа.

## Територія
Згідно з даними за 2007 рік площа гміни становила 163.95 км², у тому числі:
- орні землі: 69.00 %
- ліси: 21.00 %

Таким чином, площа гміни становить 14.64 % площі повіту.

## Населення
Станом на 31 грудня 2011:
| Опис     | Загалом | Загалом | Чоловіки | Чоловіки | Жінки | Жінки |
| -------- | ------- | ------- | -------- | -------- | ----- | ----- |
| одиниця  | осіб    | %       | осіб     | %        | осіб  | %     |
| все      | 30501   | 100     | 15212    | 49.87    | 15289 | 50.13 |
| міське   | 6463    | 100     | 3167     | 49.00    | 3296  | 51.00 |
| сільське | 24038   | 100     | 12045    | 50.11    | 11993 | 49.89 |

## Сусідні гміни
Гміна Жуково межує з такими гмінами: Картузи, Кольбуди, Пшивідз, Пшодково, Сомоніно, Шемуд.